# محافظة مطروح

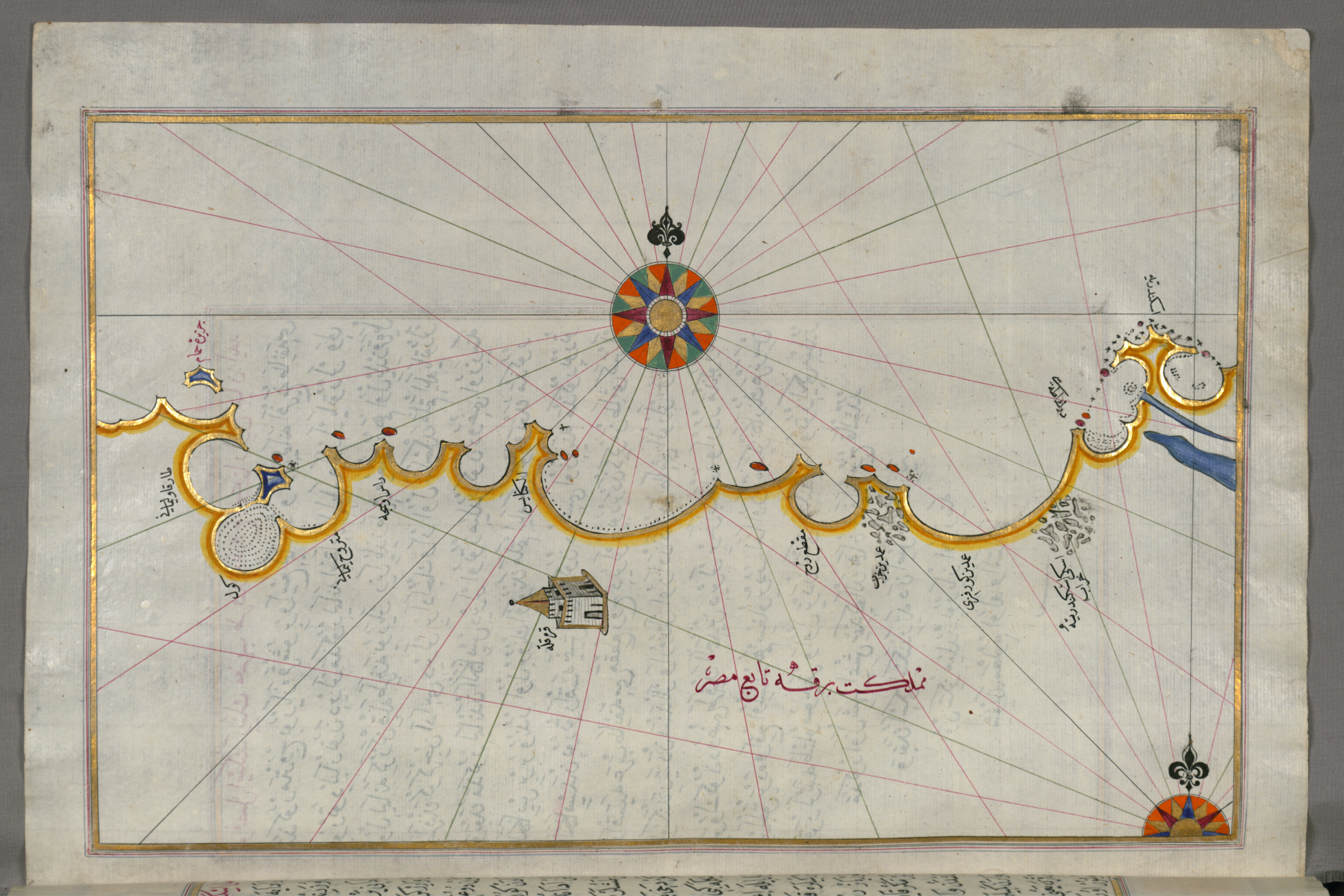
خريطة للمنطقة رسمها بيري رئيس، تشير إلى أن المنطقة جزء من برقة التاريخية والتي كانت (تابعة لمصر)

محافظة مطروح، هي إحدى محافظات مصر؛ عاصمتها مدينة مرسى مطروح. مساحتها كبيرة لكن يمنع استغلال كثير منها بسبب وجود نحو 16 مليون لغم تركته دول أوروبية خلال الحربان العالميتان الأولى والثانية .

## المساحة
تقع محافظة مطروح في أقصى الشمال الغربي ممتدة من الكيلو 61 غرب محافظة الإسكندرية حتى الحدود المصرية الليبية بطول 450 كم على طول ساحل البحر المتوسط، وتمتد جنوباً في الصحراء بعمق 400 كم جنوب واحة سيوه وتبلغ مساحتها الكلية 166563 كم2 أي حوالي 16% من مساحة مصر.

## الموقع
تقع محافظة مطروح في الركن الشمالي الغربي لجمهورية مصر العربية - تمتد من الكيلو (61) غرب محافظة الإسكندرية وحتى الحدود المصرية الليبية (مدينة السلوم) أي بطول 450 كم على ساحل البحر المتوسط وتمتد جنوباً بعمق حوالي 400 كم جنوب واحة سيوة ويحد المحافظة من الجهة الشرقية محافظتي الإسكندرية والبحيرة وجنوباً الجيزة والوادي الجديد.

## العيد القومي

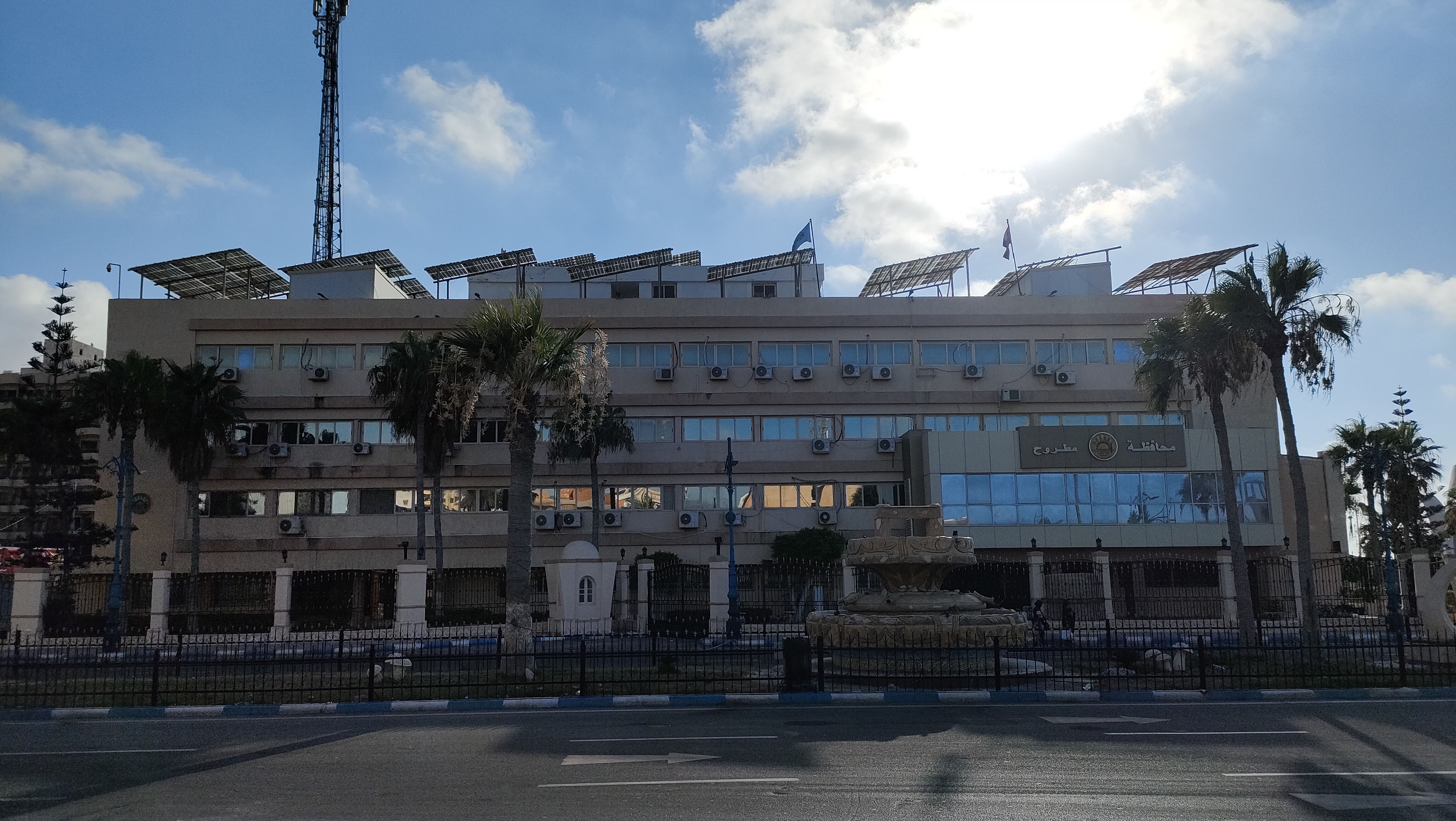
مبنى المحافظة بمدينة مرسى مطروح

العيد القومي للمحافظة يوافق ذكرى معركة وادي ماجد.

## المساحة المأهولة
تشمل مساحة الكتلة السكنية والمتناثرات والمنافع والجبانات والبرك والأراضي البور، والأراضي المنزرعة داخل وخارج ويمكن تقسيم المحافظة جغرافياً إلى خمس مناطق:

### المنطقة الساحلية
وهي عبارة عن سهل موازي لساحل البحر الأبيض المتوسط تقريباً ويتراوح اتساعه ما بين 25 - 60 كم وتتكون تربة هذا السهل من رواسب حملتها سيول الأمطار المتدفقة.

### الهضبة الليبية
وهي تحد السهل من ناحية الجنوب وهي عبارة عن سطح أخذ في الارتفاع التدريجي ويمتد غرباً حتى خليج سدره عند طرابلس بليبيا آخذاً في الارتفاع النسبي أحياناً والانحدار النسبي أحياناً أخرى.

### منخفض القطارة
ويبدأ من جنوب العلمين على مسافة 31 كم تقريباً وهو منخفض عظيم وممتد وهناك مشروع منخفض القطارة الذي يدرس إمكانية توليد الكهرباء عن طريق شق مجرى يوصل مياه البحر الأبيض المتوسط بالمنخفض ولكن المشروع لم يتم حتى الآن بسبب مشكلة الألغام التي تعرقل العديد من مشروعات التنمية في مطروح.

### منطقة الواحات
تضم منطقة واحات سيوة وهي عبارة عن أرض منخفضة يبلغ منسوبها حوالي 17 متر من سطح البحر وبها مجموعة من عيون الماء التي تتدفق باستمرار وتكفي لاستهلاك الأهالي بالإضافة إلى توفير المياه اللازمة لري آلاف الأفدنة الصالحة للزراعة هناك وتقع منطقة سيوة في الجنوب الغربي من المحافظة وتبعد عن مدينة مرسى مطروح بحوالي 300 كم جنوباً.

### منطقة غرود الرمال المتنقلة
وتبدأ من الجزء الجنوبي الغربي من المحافظة وتسمى أحياناً بحر الرمال العظيم وتربة المنطقة عبارة عن رمال ناعمة للغاية وغزيرة وممتدة لآلاف الكيلومترات.

## التقسيم الإداري
تتألف المحافظة من 8 مراكز:
- مركز الحمام
- مركز العلمين
- مركز الضبعة
- مركز مرسى مطروح
- مركز النجيلة
- مركز سيدي براني
- مركز السلوم
- مركز سيوة

## الآثار والسياحة

### معبد رمسيس الثاني
قام بالكشف عنه لبيب حبش حوالي عام 1942، ويضم بقايا معبد علية نقوش غائرة باللغة الهيروغليفية باسم الملك رمسيس الثاني.

### حمامات كليوباترا
حمامات كليوباترا صخرة معروفة باسم بصخرة كليوباترا وحمام كليوباترا وبعض التلال الأثرية التي أجريت بها بعض حفائر الهيئة. وهي من أهم مزارات المدينة السياحية، حيث يوجد الحمام الخاص بالملكة كليوباترا، وهو حمام وسط المياه يصل الناس إلى داخله عن طريق مجموعة من الصخور. وتدخل الحمام المياه من كل ناحية، وقد أصبح من أجمل المزارات خاصة في السنوات الأخيرة بعد الاهتمام به والعناية بتجديده ونظافته.

### حقفة كريم
عبارة عن تلال أثرية ومقابر منحوتة في الصخر ولا زالت تحتاج إلى حفائر وتنقيب.

### سيدي براني
تلال أثرية ومقابر منحوتة في الصخر من العصر اليوناني الروماني وتحتاج إلى حفائر أثرية.

### منطقة جبل الدكرور
يوجد بها مقبرتان ظاهرتان، إحداهما أعمدتها الستة قطعت في العصور السابقة والعصر اليوناني.

### منطقة جبل الموتى
توجد بها عدة مقابر منحوتة في الصخر، أربعة منها تحوي مناظر ملونة هي مقابر س آمون- ني برباتحوتو إيزيس ومقبرة التمساح وأغناها بالرسوم مقبرة س آمون وهو يوناني عاش بسيوه ودفن بها طبقا للديانة المصرية القديمة.

### منطقة أبو شروف
هي جبانة متسعة ربما تعود للعصر اليوناني الروماني ويوجد بها تلال مقصورة حجرية وسط المنطقة.

### منطقة سملا
عبارة عن تل أثري تحتاج لحفائر.

### منطقة أبو مرقيق
عبارة عن تل أثري تحتاج لحفائر.

### منطقة أبو لهو
عبارة عن تلال أثرية ومقابر منحوتة في الصخر على بعد 4كم غرب مطروح.

### المطاريح
تل أثري يحتاج لحفائر.

### علم الروم والهشيمة
تل أثري يحتاج لحفائر.

### بئر سكران
تل أثري وبقايا مدانيك يحتاج لحفائر.

### راس الحكمة
تل أثري يحتاج لحفائر. ويوجد بها قصر الملك فاروق [بحاجة لمصدر]

### مقبرة الكومنولث
وتقع جنوب الطريق المرصوف أمامك استراحة العلمين وهي تضم 7367 مقبرة لضحايا من بريطانيا ونيوزلندا وأستراليا وجنوب أفريقيا وفرنسا والهند وماليزيا، كما يوجد أسماء 11945 من الجنود الذين لم يتم العثور على أشلائهم وقد كُتب أسماء بعضهم على الجدران .

### المعظمة الألمانية
وقد شيدت في عام 1959، وتقع على مسافة 3 كم غرب مدينة العلمين وتطل على البحر مباشرة من فوق جبل مرتفع نسبياً وتضم بقايا 4280 من الجنود الألمان الذين قُتلوا خلال معارك العلمين سنة 1942.

### المقبرة الإيطالية
وتقع على مسافة 5 كم غرب العلمين وهي تعتبر أجمل المقابر من حيث الفخامة وفن المعمار وتضم كنيسة صغيرة ومسجدا وقاعة للذكريات ومتحف صغير بالإضافة إلى 4800 من الضحايا وتشير اللوحة إلى أن الصحراء قد ابتلعت أجساد 38 ألف من الضحايا.
وتقام في مقابر ضحايا الحرب العالمية الثانية بالعلمين احتفالات سنوية في شهر أكتوبر من كل عام.

### متحف العلمين الحربي
وهو يعبر عن سير معركة العلمين الفاصلة ويقوم آلاف من السياح الأجانب بزيارة المتحف سنوياً ويضم مجموعة من الأسلحة والدبابات والذخيرة للقوات المشتركة في الحرب العالمية الثانية كما يضم خرائط عن سير المعارك.

### دير مارمينا
يقع «دير مارمينا» على بعد 65 كم غرب الإسكندرية، ويزوره السياح للاستشفاء على ما له من أهمية دينية لدى المسيحيين.

### مقابر وادي الحلفاوي
تضم ضحايا الحرب العالمية الثانية من الألمان وقوات التحالف، وتقع في «وادي الحلفاوي» حيث دارت على رمال هذا المكان معركة حاسمة بين قوات المحور بقيادة روميل والذي انتصر فيها القائد الألماني.

## المحافظون
المحافظ هو ممثل السلطة التنفيذية في المحافظة ورئيس المجلس التنفيذي للمحافظة، ويعينه أو يعفيه من منصبه رئيس الجمهورية.
| الاسم                      | استلم المنصب   | ترك المنصب     |
| -------------------------- | -------------- | -------------- |
| فؤاد حسن المهداوي          | نوفمبر 1961    | 10 أكتوبر 1967 |
| وجيه محمد رشدي             | 8 مايو 1968    | 21 أكتوبر 1971 |
| نايل شوكت الجمال           | 21 أكتوبر 1971 | 4 أبريل 1973   |
| محمد علي رشيد              | 4 أبريل 1973   | مارس 1975      |
| محمد سعد الدين مأمون       | مارس 1975      | 16 نوفمبر 1976 |
| إبراهيم كامل محمد          | 16 نوفمبر 1976 | 29 نوفمبر 1978 |
| إبراهيم فؤاد نصار          | 29 نوفمبر 1978 | أغسطس 1981     |
| محمد يسري الشامي           | أغسطس 1981     | 29 أبريل 1989  |
| كمال سليمان منصور          | 29 أبريل 1989  | 21 أبريل 1993  |
| محمد زاهر عبد الرحمن       | 21 أبريل 1993  | 16 يناير 1996  |
| عبد المنعم محمد يوسف       | 16 يناير 1996  | 9 يوليو 1997   |
| كمال أحمد أحمد عامر        | 9 يوليو 1997   | 31 أكتوبر 1999 |
| سمير محمود يوسف حسنين      | 31 أكتوبر 1999 | 1 يناير 2006   |
| محمد عبد الحميد الشحات علي | 1 يناير 2006   | 11 أبريل 2008  |
| محمد مجدي القبيصي          | 11 أبريل 2008  | 19 أبريل 2011  |
| طه محمد السيد محمد         | 19 أبريل 2011  | 22 أكتوبر 2012 |
| أحمد فتحي الهيتامي         | 22 أكتوبر 2012 | 16 يونيو 2013  |
| بدر طنطاوي بدر الغندور     | 16 يونيو 2013  | 7 فبراير 2015  |
| علاء فتحي أبو الزيد سليمان | 7 فبراير 2015  | 30 أغسطس 2018  |
| مجدي محمد علي الغرابلي     | 30 أغسطس 2018  | 3 يوليو 2024   |
| خالد شعيب                  | 3 يوليو 2024   | الآن           |